# Deense gemeente

De grenzen van de deense gemeenten (2007)

Denemarken is bestuurlijk opgedeeld in vijf regio's en 98 gemeenten (Deens: "kommuner"). De laatste bestuurlijke indeling dateert van 1 januari 2007. Tot die datum was het land opgedeeld in provincies die waren onderverdeeld in 270 gemeenten.